# Koritna (Dubrava)
Koritna is een plaats in de gemeente Dubrava in de Kroatische provincie Zagreb. De plaats telt 204 inwoners (2001).